# غرافيتينو
الغرافيتينو هو المرافق الممتاز أو الشريك الفائق لبوزونات الغرافيتون الحاملة لقوة الجاذبية
وهو مازال جسيما افتراضيا.